# Federalne Ministerstwo Wyżywienia i Rolnictwa
Federalne Ministerstwo Rolnictwa, Wyżywienia i Ojczyzny (niem. Bundesministerium für Landwirtschaft, Ernährung und Heimat, BMLEH) – niemiecki resort federalny odpowiedzialny za sprawy rolnictwa, polityki żywnościowej, bezpieczeństwa konsumentów, rozwoju obszarów wiejskich oraz zagadnienia związane z tożsamością regionalną. Do zadań ministerstwa należy opracowywanie i wdrażanie polityk w zakresie zrównoważonego rolnictwa, ochrony środowiska w kontekście produkcji żywności oraz wspieranie rozwoju regionalnego.
Ministerstwo współpracuje z licznymi gremiami doradczymi, instytucjami naukowymi i przedstawicielami praktyki rolniczej, a także uczestniczy w konsultacjach społecznych oraz międzyresortowych. Częścią jego struktury są niezależne rady naukowe oraz sieci konsultacyjne ukierunkowane na wsparcie merytoryczne w kształtowaniu polityki resortu.

## Historia
Nazwy ministerstwa:
- 1949–2001 – Federalne Ministerstwo Wyżywienia, Rolnictwa i Leśnictwa (niem. Bundesministerium für Ernährung, Landwirtschaft und Forsten, BML)[1],
- 2001–2005 – Federalne Ministerstwo Ochrony Konsumentów, Wyżywienia i Rolnictwa (niem. Bundesministerium für Verbraucherschutz, Ernährung und Landwirtschaft, BMVEL)[1],
- 2005–2013 – Federalne Ministerstwo Wyżywienia, Rolnictwa i Ochrony Konsumentów (niem. Bundesministerium für Ernährung, Landwirtschaft und Verbraucherschutz, BMELV)[1],
- 2013–2025 – Federalne Ministerstwo Wyżywienia i Rolnictwa (niem. Bundesministerium für Ernährung und Landwirtschaft, BMEL)[1].
- od 2025 – Federalne Ministerstwo Rolnictwa, Wyżywienia i Ojczyzny (niem. Bundesministerium für Landwirtschaft, Ernährung und Heimat).

## Organy doradcze
Przy ministerstwie funkcjonują rady naukowe o charakterze interdyscyplinarnym, których celem jest wspieranie decyzji politycznych opiniami eksperckimi oraz ocenami naukowymi.

### Rada ds. polityki rolnej, żywnościowej i ochrony konsumentów
Gremium doradza w zakresie rozwoju polityki rolnictwa, wyżywienia i ochrony konsumentów. Członkowie rady działają niezależnie i społecznie, opracowując opinie oraz raporty na wybrane przez siebie tematy.

### Rada ds. bioróżnorodności i zasobów genetycznych
Zadaniem rady jest formułowanie opinii w sprawach związanych z ochroną i zrównoważonym użytkowaniem biologicznej różnorodności w kontekście polityki rolnej i środowiskowej.

### Rada ds. polityki leśnej
Rada analizuje ramy polityki leśnej i proponuje kierunki jej rozwoju. Uwzględnia przy tym aspekty gospodarcze, środowiskowe i społeczne, w tym ochronę klimatu, dostępność zasobów leśnych, zachowanie bioróżnorodności oraz funkcje społeczne lasów.

### Rada ds. nawożenia
Gremium opiniuje kwestie związane z regulacjami prawnymi dotyczącymi nawożenia, dopuszczaniem do obrotu środków wspomagających uprawy oraz oceną ich skuteczności i wpływu na środowisko. Działa na podstawie ustawy o nawozach.

### Rada ds. Krajowego Planu Ochrony Roślin
Zadaniem rady jest naukowa ewaluacja i rozwój Narodowego Planu Działań na rzecz zrównoważonego stosowania środków ochrony roślin. Rada formułuje rekomendacje oraz analizuje dokumenty sektorowe i projekty programów badawczych.

## Konsultacje z praktyką
Ministerstwo prowadzi dialog z przedstawicielami praktyki rolniczej i organizacjami społecznymi w celu lepszego uwzględniania ich doświadczeń w procesach legislacyjnych i planistycznych.

### Sieć dialogu zrównoważonego rolnictwa
Utworzona wspólnie z Federalnym Ministerstwem Środowiska w 2022 roku sieć stanowi platformę wymiany pomiędzy rolnictwem a sektorem ochrony przyrody. Jej celem jest wspieranie transformacji rolnictwa w kierunku zrównoważonym przy zachowaniu konkurencyjności i bezpieczeństwa żywnościowego.

### Sieć praktyków
Sieć została powołana w 2017 roku w celu gromadzenia wiedzy praktycznej i doświadczeń rolników, które są wykorzystywane w procesach decyzyjnych ministerstwa. Umożliwia bezpośrednią wymianę informacji pomiędzy przedstawicielami resortu a praktyką.

## Pełnomocnik ds. ochrony zwierząt
Przy ministerstwie działa niezależny pełnomocnik rządu federalnego ds. ochrony zwierząt. Funkcję tę od 2023 roku pełni Ariane Désirée Kari. Do zadań pełnomocnika należy monitorowanie wdrażania przepisów dotyczących dobrostanu zwierząt oraz wspieranie współpracy pomiędzy administracją publiczną, krajami związkowymi i organizacjami pozarządowymi.

## Lista ministrów
| Nr. | Imię i nazwisko      | Okres urzędowania         | Okres urzędowania         | Partia | Partia                             | Uwagi |
| Nr. | Imię i nazwisko      | od                        | do                        | Partia | Partia                             | Uwagi |
| --- | -------------------- | ------------------------- | ------------------------- | ------ | ---------------------------------- | ----- |
| 1   | Wilhelm Niklas       | 20 września 1949(dts)     | 20 października 1953(dts) |        | Unia Chrześcijańsko-Społeczna      | [ a ] |
| 2   | Heinrich Lübke       | 20 października 1953(dts) | 15 września 1959(dts)     |        | Unia Chrześcijańsko-Demokratyczna  | [ a ] |
| 3   | Werner Schwarz       | 14 października 1959(dts) | 26 października 1965(dts) |        | Unia Chrześcijańsko-Demokratyczna  | [ a ] |
| 4   | Hermann Höcherl      | 26 października 1965(dts) | 21 października 1969(dts) |        | Unia Chrześcijańsko-Społeczna      | [ a ] |
| 5   | Josef Ertl           | 22 października 1969(dts) | 17 września 1982(dts)     |        | Wolna Partia Demokratyczna         | [ a ] |
| 6   | Björn Engholm        | 17 września 1982(dts)     | 1 października 1982(dts)  |        | Socjaldemokratyczna Partia Niemiec | [ a ] |
| 7   | Josef Ertl           | 4 października 1982(dts)  | 29 marca 1983(dts)        |        | Wolna Partia Demokratyczna         | [ a ] |
| 8   | Ignaz Kiechle        | 30 marca 1983(dts)        | 21 stycznia 1993(dts)     |        | Unia Chrześcijańsko-Społeczna      | [ a ] |
| 9   | Jochen Borchert      | 21 stycznia 1993(dts)     | 26 października 1998(dts) |        | Unia Chrześcijańsko-Demokratyczna  | [ a ] |
| 10  | Karl-Heinz Funke     | 27 października 1998(dts) | 12 stycznia 2001(dts)     |        | Socjaldemokratyczna Partia Niemiec | [ a ] |
| 11  | Renate Künast        | 12 stycznia 2001(dts)     | 4 października 2005(dts)  |        | Sojusz 90/Zieloni                  | [ b ] |
| –   | Jürgen Trittin       | 4 października 2005(dts)  | 18 października 2005(dts) |        | Sojusz 90/Zieloni                  | [ b ] |
| 12  | Horst Seehofer       | 22 listopada 2005(dts)    | 27 października 2008(dts) |        | Unia Chrześcijańsko-Społeczna      | [ b ] |
| 13  | Ilse Aigner          | 31 października 2008(dts) | 30 września 2013(dts)     |        | Unia Chrześcijańsko-Społeczna      | [ b ] |
| –   | Hans-Peter Friedrich | 30 września 2013(dts)     | 17 grudnia 2013(dts)      |        | Unia Chrześcijańsko-Społeczna      | [ b ] |
| 14  | Hans-Peter Friedrich | 17 grudnia 2013(dts)      | 17 lutego 2014(dts)       |        | Unia Chrześcijańsko-Społeczna      | [ c ] |
| 15  | Christian Schmidt    | 17 lutego 2014(dts)       | 14 marca 2018(dts)        |        | Unia Chrześcijańsko-Społeczna      | [ c ] |
| 16  | Julia Klöckner       | 14 marca 2018(dts)        | 8 grudnia 2021(dts)       |        | Unia Chrześcijańsko-Demokratyczna  | [ c ] |
| 17  | Cem Özdemir          | 8 grudnia 2021(dts)       | 6 maja 2025(dts)          |        | Sojusz 90/Zieloni                  | [ c ] |
| 18  | Alois Rainer         | 6 maja 2025(dts)          | teraz                     |        | Unia Chrześcijańsko-Społeczna      | [ d ] |